# Elvis Graham
Elvis Graham (* 3. Oktober 1996) ist ein jamaikanischer Leichtathlet, der sich auf den Speerwurf spezialisiert hat und aktuell Inhaber des Landesrekordes ist.

## Sportliche Laufbahn
Erste internationale Erfahrungen sammelte Elvis Graham im Jahr 2022, als er bei den NACAC-Meisterschaften in Freeport mit einer Weite von 71,73 m den fünften Platz belegte. Im Jahr darauf gewann er bei den Zentralamerika- und Karibikspielen in San Salvador mit 76,43 m die Bronzemedaille hinter Keshorn Walcott aus Trinidad und Tobago und dem Mexikaner David Carreón. Anschließend gelangte er bei den Panamerikanischen Spielen in Santiago de Chile mit 67,86 m auf den zehnten Platz.
In den Jahren 2019 und von 2021 bis 2023 wurde Graham jamaikanischer Meister im Speerwurf.